# Schefflera archboldiana
Schefflera archboldiana är en araliaväxtart som beskrevs av Philipson. Schefflera archboldiana ingår i släktet Schefflera och familjen araliaväxter. Inga underarter finns listade.